# Хочевє
Хочевє (словен. Hočevje) — поселення в общині Добреполє, Осреднєсловенський регіон, Словенія. 
Висота над рівнем моря: 472,9 м.